# Saint-Martin-d'Arberoue
Saint-Martin-d'Arberoue (Baskisch: Donamartiri) is een gemeente in het Franse departement Pyrénées-Atlantiques (regio Nouvelle-Aquitaine) en telt 293 inwoners (2005). De plaats maakt deel uit van het arrondissement Bayonne.

## Geografie
De oppervlakte van Saint-Martin-d'Arberoue bedraagt 14,4 km², de bevolkingsdichtheid is 20,3 inwoners per km².
De onderstaande kaart toont de ligging van Saint-Martin-d'Arberoue met de belangrijkste infrastructuur en aangrenzende gemeenten.

## Demografie
Onderstaande figuur toont het verloop van het inwonertal (bron: INSEE-tellingen).